# Deutsch-Mongolische Hochschule für Rohstoffe und Technologie
Die Deutsch-Mongolische Hochschule für Rohstoffe und Technologie/ German-Mongolian Institute for Resources and Technology (GMIT, mongolisch Монгол Германы хамтарсан, ашигт малтмал технологийн их сургуульд Mongol Gjermany chamtarsan, aschigt maltmal tjechnologiin ich surguuljd) ist eine Hochschule in der Mongolei, die von den Regierungen von Deutschland und der Mongolei gemeinsam gegründet wurde. Der Staatsvertrag dazu wurde im Oktober 2011 vom mongolischen Präsidenten Tsachiagiin Elbegdordsch und von der Bundeskanzlerin Angela Merkel unterzeichnet. Der Unterricht begann 2013 mit 35 Studenten. Am 20. Juni 2018 fand die erste Graduierung von Bachelor-Studenten statt. Am 18. Dezember 2018 besuchte der ehemalige Bundespräsident Joachim Gauck die Mongolei und die Deutsch-Mongolische Hochschule für Rohstoffe und Technologie. Dort sprach Gauck mit Studenten und Dozenten.
Deutsche Partneruniversitäten sind RWTH Aachen, Brandenburgische Technische Universität Cottbus-Senftenberg, Technische Hochschule Georg Agricola, Technische Universität Bergakademie Freiberg und Martin-Luther-Universität Halle-Wittenberg.

## Ziele
Als staatliche Universität soll das GMIT eine neue Qualität der Ausbildung mit dem Anspruch führender, internationaler Standards verbinden und in der Mongolei etablieren. Die Entwicklung des Landes soll auf dem Gebiet der Rohstofftechnik vorangebracht und Lehre und Forschung verbunden werden.

## Studium
Das GMIT bietet momentan sechs Bachelor-Abschlüsse an: B.Sc. in Bergbau, Elektrotechnik, Maschinenbau, Mechatronik, Umweltingenieurwissenschaften, Verfahrenstechnik und Wirtschaftsingenieurwesen. Darüber hinaus bietet das GMIT einen forschungsorientierten 'Master of Science in Resources and Technology' sowie einen Executive MBA in 'International Management of Resources and Environment', der eine Lücke zwischen Wirtschaft, Wissenschaft und Umweltschutz bietet. Der Unterricht in den Bachelor- und dem Master-Studiengängen wird durch deutsche Experten abgehalten, sowie mongolische Wissenschaftler, die ihre Ph.D. im Ausland erworben haben, in Deutschland oder den Vereinigten Staaten.
Der internationale Charakter der Universität ist eine der Schlüsseleigenschaften des GMIT. So wird Englisch als Unterrichtssprache verwendet und European-Credit-Transfer-System-Punkte für die Bewertungen. Zudem wird großer Wert auf Anwendung und interdisziplinäre Forschung im Bereich der Environmental Sciences (Umweltwissenschaften) gelegt. Forschungsprojekte sind beispielsweise GLEAR – Clean Air for Gers (Saubere Luft für Gers), Integrated Water Resource Management Ingeriertes Wasserresourcenmanagement), Further Development of Air Quality Monitoring in Ulaanbaatar (Weiterentwicklung der Luftqualitätsmessung), Environmental Impacts of Small Scale Mining in Nalaikh (Umweltveränderungen durch kleine Bergbaubetriebe in Nalaikh), Optimization of the Value Chain for Polymineral Ores of Economically Strategic Metals (Optimierung der Qualitätskette für polymineralische Erze von wirtschaftlich-strategischen Metallen), Thermal Coatings for Tribologically Highly Loaded Machine Parts Temperaturschutzverkleidungen für tribologische hochaufgeladenen Maschinenteile, Sulfur Removal Process of Coal by Using an efficient Electromechanical Method (Entschwefelung von Kohle durch effiziente elektrochemische Methoden. 2018 erweiterte das GMIT seine Forschungsaktivitäten durch die Gründung eines Strategic Research Development Fund (Forschungsmittel-Funds).
Studenten des GMIT müssen Praktika nachweisen, um Erfahrungen in internationalen und einheimischen Betrieben und Organisationen zu erwerben. Zurzeit arbeiten über 50 Organisationen auf diesem Gebiet mit dem GMIT zusammen.
Außerdem unterhält das GMIT enge Beziehungen zu sechs deutschen Universitäten und erhält Unterstützung vom Mongolian Ministry of Education, Culture, Science and Sports, dem Bundesministerium für wirtschaftliche Zusammenarbeit und Entwicklung (BMZ), der Deutschen Gesellschaft für Internationale Zusammenarbeit (GIZ) und dem Deutschen Akademischen Austauschdienst (DAAD). Am 17. April 2018 vereinbarte das Ministry of Mining and Heavy Industries einen Kooperationsvertrag (Memorandum of Cooperation) mit der deutschen KFW (Kreditanstalt fuer Wiederaufbau) zur Erweiterung des Campus.